# Varzard
Varzard (persiska: وَرِه زَردِ خِرسدَر, وره زرد, ورزرد) är en ort i Iran.   Den ligger i provinsen Lorestan, i den västra delen av landet, 400 km sydväst om huvudstaden Teheran. Varzard ligger 708 meter över havet och antalet invånare är 852.
Terrängen runt Varzard är varierad. Varzard ligger nere i en dal. Runt Varzard är det ganska glesbefolkat, med 28 invånare per kvadratkilometer. Närmaste större samhälle är Poldokhtar, 7,8 km söder om Varzard. Omgivningarna runt Varzard är i huvudsak ett öppet busklandskap.